# Tour Oxygène
Tour Oxygène je mrakodrap nacházející se ve městě Lyon.
Tour Oxygène se tyčí do výšky 115 metrů. Je to třetí nejvyšší mrakodrap ve městě. Jeho uvedení do provozu proběhlo 2. června 2010.